# Danh sách bài hát thu âm bởi Thu Phương
Danh sách các bài hát thu âm bởi Thu Phương là bảng danh sách bao gồm những ca khúc và nhạc phẩm, phần trình diễn Thu Phương thu âm hoặc ghi hình cho các hãng đĩa, kênh truyền hình và các chương trình biểu diễn tại Việt Nam cũng như tại Hoa Kỳ từ năm 1997 cho đến nay. Đây là những nhạc phẩm không xuất hiện trong các album được phát hành chính thức của Thu Phương.

## Ca khúc tiêu biểu
| - Dòng sông lơ đãng(nhạc và lời: Việt Anh) - Có phải em mùa thu Hà Nội (nhạc: Trần Quang Lộc, thơ: Tô Như Châu) - Unbreak my heart (nhạc Mỹ: Diane Warren, lời Việt: Đỗ Quang) - Bang Bang (nhạc Mỹ, lời Việt: Phạm Duy) - Mắt buồn (nhạc và lời: Trường Huy) - Những mùa hoa bỏ lại (nhạc và lời: Việt Anh) - Biển hát chiều nay (nhạc và lời: Hồng Đăng) - Biển nỗi nhớ và em (nhạc và lời: Phú Quang) | - Im lặng đêm Hà Nội (nhạc và lời: Phú Quang) - Nỗi nhớ mùa đông (nhạc và lời: Phú Quang) - Đêm nằm mơ phố (nhạc và lời: Việt Anh) - Như chưa bắt đầu (nhạc và lời: Đức Trí) - Cô gái đến từ hôm qua (nhạc và lời: Trần Lê Quỳnh) - Chưa bao giờ (nhạc và lời: Việt Anh) - Tôi vẫn hát (nhạc: Đặng Hữu Phúc, lời: Phan Đan) - và nhiều ca khúc khác thu âm cho các hãng đĩa tại Việt Nam trước năm 2003 và tại Hoa Kỳ sau này |

## Danh sách bài hát
| Thứ tự | Tên ca khúc/Tác giả | Tên đĩa nhạc,chương trình/Hãng phát hành | Năm phát hành | Ref.   |
| ------ | --- | --- | ------------- | ------ |
| 1      | Một dại khờ, một tôi (Phú Quang, thơ: Nguyễn Trọng Tạo)                                                                      | Phú Quang Vol.2 Một dại khờ, một tôi/Dihavina | 1997          | [ 1 ]  |
| 2      | Biển, nỗi nhớ và em (Phú Quang, thơ: Hữu Thỉnh)                                                                              | Phú Quang Vol.2 Một dại khờ một tôi/Dihavina | 1997          | [ 1 ]  |
| 3      | Thành phố biển xanh và cát trắng (nhạc: Phó Đức Phương thơ: Nguyễn Khắc Phục)                                                | Phó Đức Phương Vol.2 Một thoáng Tây Hồ/Saigon Audio | 1997          |        |
| 4      | Làng tôi (Văn Cao) | Tuyển chọn bài hát Việt Nam Nhạc tình kháng chiến chống Pháp Vol.2/Saigon Audio                                                                                         | 1997          |        |
| 5      | Tình yêu tôi hát (Việt Anh)                                                                                                  | Sài Gòn trẻ Khi đã yêu/Phương Nam Film (song ca với Huy MC) | 1997          |        |
| 6      | Về đây em hỡi (Quốc Vượng)                                                                                                   | Làn sóng xanh Những Giọng Hát Hay Trên Fm 99,9 MHz/Phương Nam Film | 1997          |        |
| 7      | Về đây nghe em (Trần Quang Lộc, thơ: A Khuê)                                                                                 | Duyên Dáng Việt Nam 6, Môi hồng đào 1/Phương Nam Phim & Gót hồng/Kim Lợi Studio                                                                                         | 1997          | [ 2 ]  |
| 8      | Chiều xuân (Ngọc Châu) | Tình Xuân 5/Kim Lợi Audio & Video | 1997          |        |
| 9      | Điệp Khúc Mùa Xuân (Remix) (Quốc Dũng)                                                                                       | Tình Xuân 5 & Tình ca mùa xuân/Kim Lợi Audio & Video (song ca với Huy MC)                                                                                               | 1997          |        |
| 10     | Thì thầm mùa xuân (Ngọc Châu)                                                                                                | Xuân ca Thế Kỷ/Kim Lợi Audio & Video | 1997          |        |
| 11     | Tình hồng (Quốc Vượng) | The Best of Phương Thảo & Ngọc Lễ, Thu Phương & Huy MC/ Vafaco & Miền yêu thương/Kim Lợi Studio (song ca với Huy MC)                                                    | 1997          |        |
| 12     | Dáng xuân (Phạm Trọng Cầu)                                                                                                   | Hát cùng mùa xuân/Phương Nam Film | 1997          |        |
| 13     | Nhớ mùa thu Hà Nội (Trịnh Công Sơn)                                                                                          | Năm cửa ô xưa/Saigon Audio | 1997          |        |
| 14     | Hình ảnh quê xưa (Hoàng Trọng)                                                                                               | Năm cửa ô xưa/Saigon Audio | 1997          |        |
| 15     | Hà Nội mùa vắng những cơn mưa (Trương Quý Hải)                                                                               | Hà Nội mùa lá bay/Vafaco | 1997          |        |
| 16     | Riêng Có Đôi Ta (We're all alone) (Rita Coolidge)                                                                            | Top Hits 97 Hãy Cùng Hát/Vafaco | 1997          |        |
| 17     | Save the best for last (Vanessa Williams)                                                                                    | Top Hits 97 Hãy Cùng Hát/Vafaco | 1997          |        |
| 18     | Mãi luôn bên em (Now & Forever) (nhạc Mỹ)                                                                                    | Top Hits 97 Hãy Cùng Hát/Vafaco (Huy MC solo) | 1997          |        |
| 19     | Get down (Backstreet Boys) (nhạc Mỹ)                                                                                         | Top Hits 97 Hãy Cùng Hát/Vafaco (Huy MC solo) | 1997          |        |
| 20     | Đoá Hoa Đôi (The Pair Flower) (Hữu Xuân)                                                                                     | Khi Yêu - Thế giới Tình Yêu/Bến Thành AV | 1997          |        |
| 21     | Dòng sông lơ đãng (Việt Anh)                                                                                                 | VCD Làn Sóng Xanh Vol.2 Những ca khúc yêu thích nhất/Bến Thành AV & VCD Dòng sông lơ đãng/Kim Lợi Audio & Video                                                         | 1997          |        |
| 22     | Coco Jambo (nhạc Mỹ) | Video Top Hits Vol 2/Vafaco (song ca với Huy MC) | 1997          |        |
| 23     | Khúc hát thanh xuân (nhạc ngoại quốc)                                                                                        | Video Top Hits Vol 2/Vafaco (hát kết với các ca sĩ tham gia) | 1997          |        |
| 24     | Đi qua vùng cỏ non (Trần Long Ẩn)                                                                                            | Album tuyển tập Trần Long Ẩn & Tôn Thất Lập/Vafaco & VTV Nhịp cầu âm nhạc/VTV1 Đài truyền hình Việt Nam                                                                 | 1997          |        |
| 25     | Thành phố tình yêu và nỗi nhớ (Phạm Minh Tuấn, thơ: Nguyễn Nhật Ánh)                                                         | Album tình khúc Phạm Minh Tuấn/Saigon Audio | 1997          |        |
| 26     | Tạ ơn mùa xuân (Quốc Bảo) | Nhạc Xuân 1998 (song ca với Huy MC) | 1998          |        |
| 27     | Còn tuổi nào cho em (Trịnh Công Sơn)                                                                                         | Ký ức Thu Phương chọn lọc 4/Bến Thành AV & TP Music | 1998          |        |
| 28     | Liên khúc Con gái bây giờ (nhiều tác giả)                                                                                    | Top Hits 1998 Liên khúc nhạc trẻ/Cali Music & Bên em là biển rộng/Áo Trắng Music (hát cùng với Huy MC & Bằng Kiều)                                                      | 1998          |        |
| 29     | Liên khúc Dòng sông lơ đãng (nhiều tác giả)                                                                                  | Top Hits 1998 Liên khúc nhạc trẻ/Cali Music (hát cùng với Lam Trường & Phương Thanh)                                                                                    | 1998          |        |
| 30     | Chàng với em (My oh My) (nhạc Mỹ)                                                                                            | Cùng Vui Đêm Nay/Phương Nam Phim (Huy MC song ca với Hồng Nhung) | 1998          |        |
| 31     | Anh như chất men say (Lollypop)                                                                                              | Cùng Vui Đêm Nay/Phương Nam Phim (Huy MChát cùng với Tik Tik Tak) | 1998          |        |
| 32     | Ngàn hoa tuyệt vời (Roses Are Red) (nhạc Mỹ)                                                                                 | Cùng Vui Đêm Nay/Phương Nam Phim (Huy MC hát cùng với Tik Tik Tak) | 1998          |        |
| 33     | Người tình Doctor Jones (Doctor Jones)(nhạc Mỹ)                                                                              | Cùng Vui Đêm Nay/Phương Nam Phim (Huy MC hát cùng với Tik Tik Tak) | 1998          |        |
| 34     | Cô bé búp bê (Barbie Girl) (nhạc Mỹ)                                                                                         | Cùng Vui Đêm Nay/Phương Nam Phim (Huy MC hát cùng với Tik Tik Tak) | 1998          |        |
| 35     | Cùng vui đêm nay (Happy Boy And Girl) (nhạc Mỹ)                                                                              | Cùng Vui Đêm Nay/Phương Nam Phim (Huy MC song ca với Thanh Lam) | 1998          |        |
| 36     | Hãy cho em tình yêu (nhạc Pháp)                                                                                              | Tuyển tập nhạc Pháp lời Việt'/Phương Nam Phim (song ca với ca sĩ Pháp)                                                                                                  | 1998          |        |
| 37     | Quên đi (Trúc Hồ) | DVD Tình đầu thất lạc/Kim Lợi Studio | 1998          |        |
| 38     | You (nhạc Mỹ) | Hãy cùng hát 3 Bài hát đoạt giải Oscar 98/Vafaco | 1998          |        |
| 39     | 2 become 1 (nhạc Mỹ) | 2 Become 1 Giọt sầu trên môi 3/Vafaco | 1998          |        |
| 40     | Khi anh rời xa (When I die)                                                                                                  | 2 Become 1 Giọt sầu trên môi 3/Vafaco (Huy MC solo) | 1998          |        |
| 41     | Bên em là biển rộng (Bảo Chấn)                                                                                               | Tình khúc Bảo Chấn - Về với anh/Phương Nam Film | 1998          |        |
| 42     | You'll see (nhạc Mỹ) | Hãy cùng hát 3 Bài hát đoạt giải Oscar 98/Vafaco | 1998          |        |
| 43     | Mối tình đầu (Forever) (nhạc Mỹ/nhạc phim Mối tình đầu)                                                                      | Hãy cùng hát 3 Bài hát đoạt giải Oscar 98/Vafaco (Huy MC solo) | 1998          |        |
| 44     | Ngày đó yêu nhau (The day we find love) (nhạc Mỹ)                                                                            | Hãy cùng hát 3 Bài hát đoạt giải Oscar 98/Vafaco (Huy MC solo) | 1998          |        |
| 45     | Biển cạn (Kim Tuấn) | Giai Điệu Á Châu/Hãng Phim Trẻ | 1998          |        |
| 46     | Mối tình đầu (Forever) (nhạc Mỹ)                                                                                             | Giai Điệu Á Châu/Hãng Phim Trẻ (Huy MC solo) | 1998          |        |
| 47     | LK Kiếp Ve Sầu:Tương tư trong mưa & Baby I'm sorry (nhạc Hồng Kông)                                                          | LK Kiếp Ve Sầu Nonstop Hồng Kông-Techno-Hiphop/Đồng Dao Ent. (hát cùng Huy MC)                                                                                          | 1998          |        |
| 48     | LK Sao quá mềm lòng (nhạc Hồng Kông)                                                                                         | LK Kiếp Ve Sầu Nonstop Hồng Kông-Techno-Hiphop/Đồng Dao Ent. | 1998          |        |
| 49     | LK Mừng Sinh Nhật Em: Giọt sầu trên môi (nhạc Hồng Kông)                                                                     | LK Kiếp Ve Sầu Nonstop Hồng Kông-Techno-Hiphop/Đồng Dao Ent. | 1998          |        |
| 50     | LK Xa Mãi Tình Em: Nụ hôn biệt ly (nhạc Hồng Kông)                                                                           | LK Kiếp Ve Sầu Nonstop Hồng Kông-Techno-Hiphop/Đồng Dao Ent. | 1998          |        |
| 51     | Có phải em mùa thu Hà Nội (Trần Quang Lộc/ Tô Như Châu)                                                                      | Top Hits Viet Nam Vol 1, Hà Nội mùa lá bay /Vafaco & Làn Sóng Xanh Vol.2/Bến Thành AV                                                                                   | 1998          |        |
| 52     | Lời tỏ tình của mùa xuân (Thanh Tùng)                                                                                        | Tình khúc Thanh Tùng 1 Trái Tim Không Ngủ Yên/Phương Nam Film | 1998          |        |
| 53     | Trái tim hoang vu (Thanh Tùng)                                                                                               | Tình khúc Thanh Tùng 2 Một mình/Phương Nam Film (song ca với Huy MC) | 1998          |        |
| 54     | Mùa hạ còn đâu (Phú Quang, thơ: Hoàng Hưng)                                                                                  | Mùa hạ còn đâu/Bến Thành AV | 1998          |        |
| 55     | Tình như áng mây (Show me the way) (Mr. President)                                                                           | Miền yêu thương /Kim Lợi Audio & Video (song ca với Huy MC) | 1998          |        |
| 56     | Còn lại nhớ thương (nhạc Mỹ)                                                                                                 | Đừng hỏi vì sao ? Nhạc quốc tế tổng hợp/Phương Nam Phim (Huy MC solo)                                                                                                   | 1998          |        |
| 57     | Chẳng có điều gì (nhạc Mỹ)                                                                                                   | Đừng hỏi vì sao ? Nhạc quốc tế tổng hợp/Phương Nam Phim (Huy MC solo)                                                                                                   | 1998          |        |
| 58     | Coco Jamboo (Mr. President)                                                                                                  | Miền yêu thương /Kim Lợi Audio & Video (song ca với Huy MC) | 1998          |        |
| 59     | Muốn nói yêu em (Nguyễn Ngọc Thiện)                                                                                          | Miền yêu thương /Kim Lợi Audio & Video (Huy MC solo) | 1998          |        |
| 60     | Cô láng giềng (Hoàng Quý) | Miền yêu thương /Kim Lợi Audio & Video & Nhạc tiền chiến Tiếng thời gian/Mực Tím (Huy MC solo)                                                                          | 1998          |        |
| 61     | LK Mascarena & Shalala (nhạc Mỹ)                                                                                             | Gala 98 /Công ty nghe nhìn Hà Nội (song ca với Huy MC) & Đêm Saigon Liên khúc Sài Gòn Techno/Mực Tím                                                                    | 1998          |        |
| 62     | Unbreak my heart (remix) (Diane Warren)                                                                                      | Trái tim thổn thứcNhạc ngoại lời Việt/Vafaco & Đêm Saigon Liên khúc Sài Gòn Techno/Mực Tím                                                                              | 1998          |        |
| 63     | Đến bên em (Ti Amo) (nhạc Mỹ)                                                                                                | Trái tim thổn thứcNhạc ngoại lời Việt/Vafaco | 1998          |        |
| 64     | Ngày đó yêu nhau (The day we find love) (911)                                                                                | Trái tim thổn thứcNhạc ngoại lời Việt/Vafaco | 1998          |        |
| 65     | Cuộc tình mộng mơ (nhạc Mỹ)                                                                                                  | Trái tim thổn thứcNhạc ngoại lời Việt/Vafaco | 1998          |        |
| 66     | Celebration (nhạc Mỹ) | Trái tim thổn thứcNhạc ngoại lời Việt/Vafaco & Đêm Saigon Liên khúc Sài Gòn Techno/Mực Tím (song ca với Huy MC)                                                         | 1998          |        |
| 67     | Bóng đêm cuộc tình (Color of the night) (nhạc Mỹ)                                                                            | Thế giới ước mơNhạc ngoại lời Việt/Vafaco | 1998          |        |
| 68     | Because you loved me (Diane Warren) (nhạc Mỹ)                                                                                | Đêm Saigon Liên khúc Sài Gòn Techno/Mực Tím | 1998          |        |
| 69     | Don't speak (No doubt) (nhạc Mỹ)                                                                                             | Đêm Saigon Liên khúc Sài Gòn Techno/Mực Tím | 1998          |        |
| 70     | Shalala (nhạc Mỹ) | Đêm Saigon Liên khúc Sài Gòn Techno/Mực Tím | 1998          |        |
| 71     | Where do you go (nhạc Mỹ) | Đêm Saigon Liên khúc Sài Gòn Techno/Mực Tím | 1998          |        |
| 72     | Be my lover (nhạc Mỹ) | Đêm Saigon Liên khúc Sài Gòn Techno/Mực Tím | 1998          |        |
| 73     | Dạ khúc (Nguyễn Trung Cang)                                                                                                  | Sáu chàng trai hát/Phương Nam Phim (Huy MC solo) | 1998          |        |
| 74     | Mơ thấy em (Quốc Vượng) | Sáu chàng trai hát/Phương Nam Phim (Huy MC solo) | 1998          |        |
| 75     | Có biết không anh(Nguyễn Ngọc Thiện)                                                                                         | Miền yêu thương /Kim Lợi Audio & Video (song ca với Huy MC) | 1998          |        |
| 76     | Chiều tím (Đan Thọ) | Miền yêu thương /Kim Lợi Audio & Video | 1998          |        |
| 77     | Đời tôi (My way) (nhạc Mỹ)                                                                                                   | Miền yêu thương /Kim Lợi Audio & Video (Huy MC solo) | 1998          |        |
| 78     | Miền yêu thương (Võ Thiện Thanh)                                                                                             | Miền yêu thương /Kim Lợi Audio & Video (Huy MC solo) | 1998          |        |
| 79     | Chỉ là giấc mơ qua (Yellow bird) (nhạc Mỹ)                                                                                   | Tuyển tập nhạc ngoại lời Việt Chỉ là giấc mơ qua (song ca với Huy MC)                                                                                                   | 1998          |        |
| 80     | Killing me softly(nhạc Mỹ)                                                                                                   | Tuyển tập nhạc ngoại lời Việt Chỉ là giấc mơ qua (song ca với Huy MC)                                                                                                   | 1998          |        |
| 81     | Khúc hát dâng đời (nhạc Mỹ)                                                                                                  | Khúc hát vào xuân/Phương Nam Phim (Huy MC solo) | 1998          |        |
| 82     | Mùa xuân bên cửa sổ (Xuân Hồng)                                                                                              | 'Sài Gòn và Em/Bến Thành AV | 1998          |        |
| 83     | Nơi mùa thu bắt đầu (Việt Anh)                                                                                               | VCD/CD Làn sóng xanh Những ca khúc yêu thích nhất 1998/Bến Thành AV | 1998          |        |
| 84     | Con gái bây giờ (Ngọc Lễ) | VCD/CD Làn sóng xanh Những ca khúc yêu thích nhất 1998/Bến Thành AV (hát cùng Tuấn Thăng Saigonboys)                                                                    | 1998          |        |
| 85     | Một mình (Thanh Tùng) | Nỗi đau ngọt ngào 10 Ca khúc chọn lọc/Phương Nam Phim (Huy MC solo) | 1998          |        |
| 86     | Nếu điều đó xảy ra (Ngọc Châu)                                                                                               | Nỗi đau ngọt ngào 10 Ca khúc chọn lọc/Phương Nam Phim (Huy MC solo) | 1998          |        |
| 87     | Lãng du ca (Trần Quang Lộc)                                                                                                  | Hãy yêu nhau đi/Hãng Phim Trẻ (song ca với Huy MC) | 1998          |        |
| 88     | Tình xót xa vừa (Trịnh Công Sơn)                                                                                             | Môi hồng đào 2/Phương Nam Phim | 1998          |        |
| 89     | Nỗi nhớ dịu êm (Bảo Chấn) | Môi hồng đào 2/Phương Nam Phim | 1998          |        |
| 90     | Dường như là tình yêu (Việt Anh)                                                                                             | DVD Cô bé mắ nai/Phương Nam Phim & Thu Phương chọn lọc Vol.2/Cali Music                                                                                                 | 1998          |        |
| 91     | Khúc hát thanh xuân (nhạc nước ngoài)                                                                                        | Khi mùa xuân đến/Phương Nam Phim | 1998          |        |
| 92     | Con yêu (nhạc nước ngoài LV Cẩm Vân)                                                                                         | Quà Tặng Âm nhạc Lòng mẹ/Phương Nam Phim | 1998          |        |
| 93     | Em là xuân về (Bảo Chấn) + Khúc tình (Hữu Tâm)                                                                               | Em là xuân về/Hãng phim trẻ + Khúc tình/Hãng phim trẻ (hát với Huy MC)                                                                                                  | 1998          |        |
| 94     | Em đã xa tôi (Trần Quang Lộc)                                                                                                | DVD Duyên Dáng Việt Nam 8/Phương Nam Phim (Huy MC solo) | 1998          |        |
| 95     | Tháng mấy trời mưa (Mặc Thế Nhân)                                                                                            | Tuyển tập Mạc Thế Nhân/Hãng Phim Trẻ (Huy MC solo) | 1998          |        |
| 96     | Thành thật với tình yêu (Ngô Gia Huy)                                                                                        | Bến Thành 2000/Bến Thành AV (Huy MC solo) | 1998          |        |
| 97     | Tiếng thu (Hữu Xuân, thơ: Lưu Trọng Lư)                                                                                      | Tuyển tập ca khúc Hữu Xuân/Hãng Phim Trẻ | 1998          |        |
| 98     | Mùa hạ qua rồi (Hữu Xuân, thơ: Hoàng Hưng)                                                                                   | Tuyển tập ca khúc Hữu Xuân/Hãng Phim Trẻ | 1998          |        |
| 99     | Hãy cho em tình yêu (nhạc Pháp)                                                                                              | Mãi mãi bên nhau Ca khúc Pháp thịnh hành/Bến Thành AV | 1999          |        |
| 100    | Những mùa hoa bỏ lại (Việt Anh)                                                                                              | VCD/CD Làn sóng xanh Những ca khúc yêu thích nhất 1999/Phương Nam Phim                                                                                                  | 1999          |        |
| 101    | Bài ca đêm (Bảo Chấn) | VCD/CD Làn sóng xanh Những ca khúc yêu thích nhất 1999/Phương Nam Phim (hát cùng các ca sĩ Làn Sóng Xanh)                                                               | 1999          |        |
| 102    | Đánh thức tầm xuân (Dương Thụ)                                                                                               | Biển khát Album tuyển tập Thu Phương/Diễm xưa Production | 1999          | [ 3 ]  |
| 103    | Biển khát (Trương Ngọc Ninh)                                                                                                 | Biển khát Album tuyển tập Thu Phương/Diễm xưa Production | 1999          | [ 3 ]  |
| 104    | Lời thì thầm đêm mùa xuân (Tuấn Phương)                                                                                      | Biển khát Album tuyển tập Thu Phương/Diễm xưa Production | 1999          | [ 3 ]  |
| 105    | Bài ca không quên (Phạm Minh Tuấn)                                                                                           | Bài ca không quên Album 10 tình khúc Phạm Minh Tuấn/Bến Thành AV | 1999          | [ 4 ]  |
| 106    | Ký ức (Việt Hùng) | Giấc mơ xuân/Phương Nam Phim | 1999          |        |
| 107    | LK Chiều Xuân (Ngọc Châu) | Liên khúc Dòng Sông Lơ Đãng Nonstop 99/Đồng Dao Ent. (hát cùng Bằng Kiều, Phương Thanh & Huy MC)                                                                        | 1999          |        |
| 108    | LK Hát với chú ve con (Thanh Tùng)                                                                                           | Giấc mơ xuân Phương Nam Phim/Liên khúc Dòng Sông Lơ Đãng Nonstop 99/Đồng Dao Ent. (hát cùng Bằng Kiều, Phương Thanh & Huy MC)                                           | 1999          |        |
| 109    | LK Hãy để gió đưa vào lãng quên (Bảo Phúc)                                                                                   | Liên khúc Dấu yêu Nonstop 99/Hãng Phim Trẻ 9 (hát cùng với Lam Trường, Phương Thanh & Trần Thu Hà)                                                                      | 1999          |        |
| 110    | LK Nơi mùa thu bắt đầu (Việt Anh)                                                                                            | Liên khúc Dấu yêu Nonstop 99/Hãng Phim Trẻ 9 (hát cùng với Lam Trường, Mỹ Hạnh, Phương Thanh & Việt Quang)                                                              | 1999          |        |
| 111    | LK Yêu em (Trung Kiên) | Liên khúc Dấu yêu Nonstop 99/Hãng Phim Trẻ 9 (hát cùng với Lam Trường, Mỹ Hạnh, Bằng Kiều, Trần Thu Hà & Việt Quang)                                                    | 1999          |        |
| 112    | LK Vào hạ (Lê Hựu Hà) | Liên khúc Dấu yêu Nonstop 99/Hãng Phim Trẻ 9 (hát cùng với Lam Trường, Mỹ Hạnh, Bằng Kiều, Trần Thu Hà & Việt Quang)                                                    | 1999          |        |
| 113    | Để em còn chút yêu người (Bảo Chấn)                                                                                          | Khúc biệt ly/Lạc Hồng Audio & Video (song ca với Huy MC) | 1999          |        |
| 114    | Biển cạn (Kim Tuấn) | Không thể và có thể/Phương Nam Phim | 1999          |        |
| 115    | Hãy để mưa rơi (Kim Tuấn) | Không thể và có thể/Phương Nam Phim (song ca với Huy MC) & Gót Hồng/Kim Lợi Studio                                                                                      | 1999          |        |
| 116    | Tiếng thu (Phạm Duy thơ Lưu Trọng Lư)                                                                                        | Không thể và có thể/Phương Nam Phim | 1999          |        |
| 117    | Ảo mộng tình yêu (nhạc Hoa)                                                                                                  | Bí mật trái tim Tuyển tập nhạc hoa Lời Việt/Mực Tím | 1999          |        |
| 118    | Một ngày mùa đông (Bảo Chấn)                                                                                                 | Cô bé mắt nai/Vafaco (song ca với Bằng Kiều) | 1999          |        |
| 119    | Gót hồng (Bảo Phúc) | Vườn yêu /Bến Thành AV (song ca với Bằng Kiều) | 1999          |        |
| 120    | Mưa trong mắt em (Bảo Phúc)                                                                                                  | Vườn yêu/Bến Thành AV | 1999          |        |
| 121    | Trở lại mùa hè (Bảo Chấn) | Vườn yêu/Bến Thành AV (song ca với Bằng Kiều) | 1999          |        |
| 122    | Hãy đến với em (Duy Thái) | Vườn yêu/Bến Thành AV | 1999          |        |
| 123    | Vườn Yêu (Lã Văn Cường) | Vườn yêu/Bến Thành AV | 1999          |        |
| 124    | Vẫn Yêu Người (Nguyễn Ngọc Thiện)                                                                                            | Vườn yêu/Bến Thành AV | 1999          |        |
| 125    | Xa rồi mùa đông (Nguyễn Nam)                                                                                                 | Lẻ loi/Kim Lợi Audio & Video | 1999          |        |
| 126    | Tóc em chưa úa nắng hè (Phạm Đình Chương)                                                                                    | Lẻ loi/kim Lợi Audio & Video | 1999          |        |
| 127    | Em mãi là 20 tuổi (Phạm Trọng Cầu)                                                                                           | 10 Ca khúc Phạm Trọng Cầu/Hãng Phim Trẻ | 1999          |        |
| 128    | Mùa thu không trở lại (Phạm Trọng Cầu)                                                                                       | 10 Ca khúc Phạm Trọng Cầu/Hãng Phim Trẻ | 1999          |        |
| 129    | Xa rồi tuổi thơ (Ngọc Lễ) | Thì thầm mùa xuân/Hãng Phim Trẻ | 1999          |        |
| 130    | Trái tim không ngủ yên (Thanh Tùng)                                                                                          | Thì thầm mùa xuân/Hãng Phim Trẻ (song ca với Huy MC) | 1999          |        |
| 131    | Phố xa (Lê Quốc Thắng) | Những ngôi sao ca nhạc Việt Nam/Saigon Audio & Gởi đôi mắt nai/Vafaco                                                                                                   | 1999          |        |
| 132    | Kỷ niệm ngày thơ (Lê Quốc Thắng)                                                                                             | Những ngôi sao ca nhạc Việt Nam/Saigon Audio (song ca với Huy MC) | 1999          |        |
| 133    | Lẻ loi (Lã Văn Cường) | The best of Lã Văn Cường Vol.3/Phương Nam Film (song ca với Huy MC) | 1999          |        |
| 134    | Tìm bóng (Lã Văn Cường) | The best of Lã Văn Cường Vol.3/Phương Nam Film | 1999          |        |
| 135    | Với em (nhạc phim Cảm xúc Hàn Quốc)                                                                                          | Mãi Yêu Em- Tình khúc nhạc phim Hàn Quốc/Bến Thành AV (song ca với Bằng Kiều)                                                                                           | 1999          |        |
| 136    | Anh muốn nói yêu em (Quốc Vượng)                                                                                             | Tình khúc Quốc Vượng/Vafaco | 1999          |        |
| 137    | Gió đêm (Minh Châu) | The best of Minh Châu & Quốc Vượng Nói yêu em/Vafaco | 1999          |        |
| 138    | Giấc mơ chiều xưa (Quốc Vượng)                                                                                               | The best of Minh Châu & Quốc Vượng Nói yêu em/Vafaco | 1999          |        |
| 139    | Muốn nói yêu em (Quốc Vượng)                                                                                                 | The best of Minh Châu & Quốc Vượng Nói yêu em/Vafaco | 1999          |        |
| 140    | Tình đã tan (Minh Châu) | The best of Minh Châu & Quốc Vượng Nói yêu em/Vafaco (Huy MC solo) | 1999          |        |
| 141    | Mùa đông mong manh (Trường Huy)                                                                                              | Trường Huy và các tác phẩm/Hãng phim trẻ & Lẻ Loi Kim Lợi Studio (song ca với Huy MC)                                                                                   | 1999          |        |
| 142    | Nhớ Sài Gòn (Quốc Hùng) | Lẻ Loi Kim Lợi Studio (Huy MC solo) | 1999          |        |
| 143    | Biển hát chiều nay (Hồng Đăng)                                                                                               | Việt Nam Mến Yêu - Những Ca Khúc Vàng Vol.1/Bến Thành AV | 1999          |        |
| 144    | Đêm giã từ (Y Vân) | Tuyển tập Y Vân & Y Vũ /Saigon Audio | 1999          |        |
| 145    | Thao thức (Hà Dũng) | Tình khúc Hà Dũng/Saigon Audio | 1999          |        |
| 146    | Thu hoài niệm (Hà Dũng) | Tình khúc Hà Dũng /Saigon Audio | 1999          |        |
| 147    | Nhạc sầu tương tư (Hoàng Trọng)                                                                                              | Nước mắt thiếu nữ Tuyển tập Thu Phương chọn lọc/Làng Văn Studio & Những tình khúc vượt thời gian 8 Thương về miền Trung/Hãng phim trẻ                                   | 1999          |        |
| 148    | Mưa bên kia sông (Thiên Lý)                                                                                                  | Nước mắt thiếu nữ /Làng Văn Studio | 1999          |        |
| 149    | Nước mắt người thiếu nữ (nhạc ngoại LV: Việt Anh)                                                                            | Nước mắt thiếu nữ Tuyển tập Thu Phương chọn lọc/Làng Văn Studio | 1999          |        |
| 150    | Rêu phong (Tuấn Khanh) | Nước mắt thiếu nữ Tuyển tập Thu Phương chọn lọc/Làng Văn Studio | 1999          |        |
| 151    | Nửa đêm (Vũ Quang Trung) | Nước mắt thiếu nữ Tuyển tập Thu Phương chọn lọc/Làng Văn Studio | 1999          |        |
| 152    | Giữa lòng phương Nam (Vũ Đức Sao Biển)                                                                                       | Nước mắt thiếu nữ Tuyển tập Thu Phương chọn lọc/Làng Văn Studio | 1999          |        |
| 153    | Nhạt phai (Tuấn Khanh) | Nước mắt thiếu nữ Tuyển tập Thu Phương chọn lọc/Làng Văn Studio | 1999          |        |
| 154    | Hát với chú ve con (Thanh Tùng)                                                                                              | Nước mắt thiếu nữ Tuyển tập Thu Phương chọn lọc/Làng Văn Studio | 1999          |        |
| 155    | Đà Lạt vấn vương tình (Ái Lan)                                                                                               | Nước mắt thiếu nữ Tuyển tập Thu Phương chọn lọc/Làng Văn Studio | 1999          |        |
| 156    | Mưa rơi đêm vắng (Ngọc Loan)                                                                                                 | Nước mắt thiếu nữ Tuyển tập Thu Phương chọn lọc/Làng Văn Studio (song ca với Huy MC)                                                                                    | 1999          |        |
| 157    | Đường chiều sơn cước (Lê Dinh - Minh Kỳ)                                                                                     | Chuyện tình trên thảo nguyên/Phương Nam Film & Ký ức Thu Phương chọn lọc 4/Bến Thành AV & TP Music                                                                      | 1999          |        |
| 158    | Một mình (Thanh Tùng) | Chào 2000 Trái tim hoang vu/Phương Nam Film | 1999          |        |
| 159    | Nhịp đập con tim (Bảo Phúc)                                                                                                  | Mưa trong mắt em - Tình khúc Bảo Phúc/Vafaco (song ca với Mỹ Linh, Phương Thanh & Hồng Nhung)                                                                           | 1999          |        |
| 160    | Một mình (Thanh Tùng) | Chào 2000 Trái tim hoang vu/Phương Nam Film | 1999          |        |
| 161    | Mùa xuân qua (Vũ Hoàng, thơ: Đoàn Thạch Biên)                                                                                | Điệp khúc mùa xuân/Phương Nam Phim | 1999          |        |
| 162    | Hãy yêu như chưa yêu lần nào (Lê Hựu Hà - Nguyễn Trung Cang)                                                                 | Em Tôi/Saigon Audio & Điệp khúc mùa xuân/Phương Nam Phim | 1999          |        |
| 163    | Trở về (Dương Thụ) | Mùa đông mong manh 5 Diva Việt Nam/Hãng phim trẻ | 1999          |        |
| 164    | Ước muốn (Minh Châu) | Mùa đông mong manh 5 Diva Việt Nam/Hãng phim trẻ | 1999          |        |
| 165    | Mộng dưới hoa (Phạm Đình Chương, Thơ: Đinh Hùng)                                                                             | Ca Khúc Tiền Chiến Tuyển Chọn 1 Thu Quyến Rũ/Hãng Phim Trẻ | 1999          |        |
| 166    | Tâm hồn tôi xanh màu lá (Trần Minh Phi)                                                                                      | Mưa tình yêu H.T Productions/Hãng Phim Trẻ | 1999          |        |
| 167    | Tình yêu con tàu và dòng sông (Nguyễn Văn Chung)                                                                             | Tình khúc Nguyễn Văn Chung/Hãng Phim Trẻ & Tình yêu hát/Mực Tím | 1999          |        |
| 168    | Chia tay tình đầu (Nguyễn Ngọc Thiện)                                                                                        | Tình yêu hát/Mực Tím | 1999          |        |
| 169    | Hãy mang đến những mùa xuân(Nguyễn Đức Chung)                                                                                | Tình khúc Nguyễn Đức Chung/Hãng Phim Trẻ & Top Hits 17/Kim Lợi Studio (song ca với Huy MC)                                                                              | 1999          |        |
| 170    | Diễm xưa (Over the old tower) (Trịnh Công Sơn)                                                                               | Tình nhớ Memory/Hãng Phim Trẻ (Huy MC solo) | 1999          |        |
| 171    | Biển nhớ (You said goodbye) (Trịnh Công Sơn)                                                                                 | Tình nhớ Memory/Hãng Phim Trẻ | 1999          |        |
| 172    | Khúc xuân (Võ Thiện Thanh)                                                                                                   | Tình Xuân 6/Kim Lợi Audio & Video (song ca với Huy MC) | 1999          |        |
| 173    | Khúc hát samba (Quốc Hùng)                                                                                                   | Video Top Hits Dòng Sông Lơ Đãng 1999/Kim Lợi Studio (song ca với Huy MC)                                                                                               | 1999          |        |
| 174    | Em ơi lá thu mưa (Hoàng Thao Du)                                                                                             | Em ơi lá thu mưa Tình ca Hoàng Thao Du/Hãng Phim Trẻ (song ca với Huy MC)                                                                                               | 1999          |        |
| 175    | Đêm giáng sinh (Xuân Thảo)                                                                                                   | Noel Đêm Hồng Phúc/Phương Nam Phim | 1999          |        |
| 176    | Christmas Time (nhạc Anh) | Noel Đêm Hồng Phúc/Phương Nam Phim (song ca với Huy MC) | 1999          |        |
| 177    | Niềm tin của tôi (Văn Duy Tùng)                                                                                              | Con sẽ trở về Thánh ca/Phương Nam Phim | 1999          |        |
| 178    | Nhặt từng dấu tình (Hoàng Trang)                                                                                             | Vũ khúc thiên thần/H.T Productions | 1999          |        |
| 179    | Sóng (nhạc Diễm Phương thơ Xuân Quỳnh)                                                                                       | Tuyển tập nhạc phổ thơ Xuân Quỳnh & Thu Phương chọn lọc Vol.2/Cali Music                                                                                                | 1999          |        |
| 180    | Hãy cho em tình yêu (nhạc Pháp)                                                                                              | Tuyển tập nhạc Pháp lời Việt/Vafaco | 1999          |        |
| 181    | Thu ca (Phạm Mạnh Cương) | Những tình khúc vượt thời gian 7 Tóc mây/Hãng phim trẻ & Thu/Phương Nam Phim                                                                                            | 1999          |        |
| 182    | Không còn mùa thu (Việt Anh)                                                                                                 | Thu/Phương Nam Phim & Mùa hạ còn đâu/Bến Thành AV (song ca với Huy MC)                                                                                                  | 1999          |        |
| 183    | Giã từ dĩ vãng (Nguyễn Đức Chung)                                                                                            | Một thuở yêu người/Hãng phim trẻ | 1999          |        |
| 184    | Cỏ hoang (Dương Thụ) | Ấn tượng Sài Gòn 3/Rạng Đông Ent. (Huy MC solo) | 1999          |        |
| 185    | Em mãi là mùa xuân (Quốc Vượng) & Em là xuân về (Bảo Chấn)                                                                   | Phút giao mùa/Phương Nam Phim & Em là xuân về/Saigon Audio (hát với Huy MC)                                                                                             | 1999          |        |
| 186    | Tình hồng theo gió đông (Quốc Vượng)                                                                                         | Phút giao mùa/Phương Nam Phim (Huy MC solo) | 1999          |        |
| 187    | Ước mơ năm 2000 (nhạc Hồng Kông)                                                                                             | Những ước mơ năm 2000 (hát cùng với Huy MC, Trung Kiên (1971),Lam Trường & Xuân Khôi)                                                                                   | 2000          |        |
| 188    | Vũ khúc trong đêm (Bailamos) (nhạc Mỹ)                                                                                       | Gala 2000/Phương Nam Phim (Huy MC solo) | 2000          |        |
| 189    | Mộng dưới hoa (Phạm Đình Chương, thơ: Đinh Hùng)                                                                             | Dòng Thời Gian 3/Phương Nam Phim (Huy MC solo) | 2000          |        |
| 190    | Em và tôi (Thanh Tùng) | Hãy yêu nhau đi Phương Thảo & Ngọc Lễ; Thu Phương & Huy MC/Vafaco (song ca với Huy MC)                                                                                  | 2000          |        |
| 191    | Uyên ương (Nguyễn Tôn Nghiêm)                                                                                                | Hãy yêu nhau đi Phương Thảo & Ngọc Lễ; Thu Phương & Huy MC/Vafaco (song ca với Huy MC)                                                                                  | 2000          |        |
| 192    | Cung đàn tình ái (Quốc Dũng)                                                                                                 | Hãy yêu nhau đi Phương Thảo & Ngọc Lễ; Thu Phương & Huy MC/Vafaco (song ca với Huy MC)                                                                                  | 2000          |        |
| 193    | Dòng sông lơ đãng (version 2) (Việt Anh)                                                                                     | Tình khúc Việt Anh Giao mùa & Tình yêu tôi hát/Phương Nam Film | 2000          |        |
| 194    | Những mùa hoa bỏ lại (version 1) (Việt Anh)                                                                                  | Tình khúc Việt Anh Giao mùa & Tình yêu tôi hát/Phương Nam Film | 2000          |        |
| 195    | Mưa phi trường (Việt Anh) | Tình khúc Việt Anh Giao mùa & Tình yêu tôi hát/Phương Nam Film (song ca với Huy MC)                                                                                     | 2000          |        |
| 196    | Hãy đến bên em (Trần Thái Nguyên)                                                                                            | Disco Nhịp Điệu Năm 2000 /Bến Thành AV (song ca với Huy MC) | 2000          |        |
| 197    | Ghen online (Tú Minh) | Ghen Online/Bến Thành AV (song ca với Huy MC) | 2000          |        |
| 198    | Ân ái đêm về (Tú Minh) | Ghen Online/Bến Thành AV | 2000          |        |
| 199    | Khúc tình (Hữu Tâm) | Tình xanh Tình khúc Hữu Tâm/Phương Nam Phim (song ca với Huy MC) | 2000          |        |
| 200    | Chào em! chào xinh tươi (Quốc Bảo)                                                                                           | DVD Một thoáng Việt Nam 2000/Rạng Đông Ent. | 2000          |        |
| 201    | Bài hát đôi cho em (Quốc Bảo)                                                                                                | DVD Một thoáng Việt Nam 2000/Rạng Đông Ent. (song ca với Huy MC) | 2000          |        |
| 202    | Người yêu đã xa (nhạc Hoa lời Việt: Hoài Nhân)                                                                               | Trái Tim Mong Chờ - Nhạc Hoa Tuyển Chọn Vol.2/Phương Nam Film | 2000          |        |
| 203    | Hạ hồng (nhạc Hoa lời Việt: Chu Minh Ký)                                                                                     | Trái Tim Mong Chờ - Nhạc Hoa Tuyển Chọn Vol.2/Phương Nam Film (song ca với Lam Trường)                                                                                  | 2000          |        |
| 204    | Trước lúc bình minh (Can't help falling in love)                                                                             | Album Tuổi trẻ & Tương Lai Thế giới hoàn hảo/Phương Nam Film | 2000          |        |
| 205    | Hai mươi mùa nắng lạ (Trịnh Công Sơn)                                                                                        | Trịnh Công Sơn Thuở Bống Là Người/Vafaco | 2000          |        |
| 206    | Sóng về đâu (Trịnh Công Sơn)                                                                                                 | Trịnh Công Sơn Thuở Bống Là Người/Vafaco | 2000          |        |
| 207    | Tình sương khói (Nguyễn Ngọc Thiện)                                                                                          | Trái Tim Năm 2000/Vafaco | 2000          |        |
| 208    | Mùa xuân hương phố (Trương Quang Tuấn)                                                                                       | Bên Em Mùa Xuân/Kim Lợi Audio & Video | 2000          |        |
| 209    | Xuân cho em (Võ Thiện Thanh)                                                                                                 | Bên Em Mùa Xuân (Tình Xuân 7)/Kim Lợi Audio & Video (song ca với Huy MC)                                                                                                | 2000          |        |
| 210    | Anh cho em mùa xuân (Nguyễn Hiền)                                                                                            | Xuân phát tài/Kim Lợi Audio & Video (song ca với Huy MC) | 2000          |        |
| 211    | Lời của gió (Duy Thái) | Liveshow Bến Thành 2000 10th Anniversary/Bến Thành AV (song ca với Huy MC)                                                                                              | 2000          |        |
| 212    | Hãy là nụ hôn đầu tiên (Võ Thiện Thanh)                                                                                      | VCD Tình đơn phương 2/Kim Lợi Audio & Video (song ca với Huy MC) | 2000          |        |
| 213    | Màu của lãng quên (Việt Anh)                                                                                                 | Môi Hồng Đào Vol.3/Phương Nam Film | 2000          |        |
| 214    | Hoa có vàng nơi ấy (Việt Anh) (studio & live)                                                                                | Môi Hồng Đào Vol.3/Phương Nam Film & Mùa đông không có mặt trời/Vafaco                                                                                                  | 2000          |        |
| 215    | Biển chiều (Tuấn Phương) (nhạc phim Những đứa con của biển phần 2, Đảo Vắng)                                                 | Mong ước kỉ niệm xưa Những ca khúc nhạc phim hay nhất/Phương Nam Film                                                                                                   | 2000          | [ 5 ]  |
| 216    | Khung trời học trò (Tố Như)                                                                                                  | Tiếng Hát Từ Trái Tim Giai Điệu Sinh Viên Vol 4/Saigon Audio | 2000          |        |
| 217    | Thoáng mộng mơ (Nguyễn Đức Trung)                                                                                            | Tiếng Hát Từ Trái Tim Giai Điệu Sinh Viên Vol 4/Saigon Audio (song ca với Huy MC)                                                                                       | 2000          |        |
| 218    | Nhớ chim quyên (Tố Như) | Tiếng Hát Từ Trái Tim Giai Điệu Sinh Viên Vol 4/Saigon Audio (Huy MC solo)                                                                                              | 2000          |        |
| 219    | Tôi vẫn hát (Đặng Hữu Phúc, lời:Phan Đan) (nhạc phim Kẻ Không Cầu May)                                                       | Đặng Hữu Phúc Ca khúc trong phim /Hồ Gươm Audio & Video | 2000          |        |
| 220    | Ngọn gió mùa xuân (Đặng Hữu Phúc, lời: Phan Đan) (nhạc phim Hoa Lục Bình)                                                    | Đặng Hữu Phúc Ca khúc trong phim /Hồ Gươm Audio & Video | 2000          | [ 6 ]  |
| 221    | Bang bang (nhạc Mỹ, lời VIệt: Phạm Duy)                                                                                      | Ấn tượng Sài Gòn 4/Rạng Đông Ent. & Top Hits 11/Kim Lợi Studio | 2000          | [ 7 ]  |
| 222    | Chút nắng mùa đông (Lê Quang)                                                                                                | Ấn tượng Sài Gòn 4/Rạng Đông Ent. & Top Hits 11/Kim Lợi Studio (song ca với Huy MC)                                                                                     | 2000          | [ 7 ]  |
| 223    | Hãy đến với em (Duy Thái) | Ấn tượng Sài Gòn 5/Rạng Đông Ent. | 2000          |        |
| 224    | Hát cho người mùa hạ (Quốc Bảo)                                                                                              | Ấn tượng Sài Gòn 5/Rạng Đông Ent. (song ca với Huy MC) | 2000          |        |
| 225    | Từ ngàn năm xưa (nhạc Anh LV: Đức Trí)                                                                                       | Quà tặng giáng sinh/Saigon Audio | 2000          |        |
| 226    | Jinglebell Rock (nhạc Anh LV: Đức Trí)                                                                                       | Mùa yên vui Joy to the world/Phương Nam Phim | 2000          |        |
| 227    | Chúa hài đồng (What child is born) (nhạc Anh LV: Đức Trí)                                                                    | Merry Christmas & Happy New Year/Phương Nam Phim | 2000          |        |
| 228    | Chúc mừng năm mới (Happy New year) (nhạc Anh LV: Đức Trí)                                                                    | Merry Christmas & Happy New Year/Phương Nam Phim | 2000          |        |
| 229    | Chú bé đánh trống (Little Drummer Boy) (nhạc giáng sinh)                                                                     | Hát mừng giáng sinh/Phương Nam Phim (Huy MC solo) | 2000          |        |
| 230    | We wish you a merry christmas (nhạc Anh LV: Đức Trí)                                                                         | Merry Christmas & Happy New Year/Phương Nam Phim | 2000          |        |
| 231    | Hoa hồng đêm Noel (Minh Hoàng) + Khúc hát thanh xuân (nhạc nước ngoài)                                                       | Quà tặng giáng sinh/Saigon Audio (song ca với Huy MC) | 2000          |        |
| 232    | LK Giáng sinh Christmas Time (nhạc Mỹ)                                                                                       | Liên khúc giáng sinh Christmas Time/Vafaco (hát cùng Huy MC, Tam Ca Con Gái, Mỹ Lệ, Bằng Kiều & Ngọc Anh)                                                               | 2000          |        |
| 233    | LK Giáng sinh 3 We wish you a merry christmas (nhạc Mỹ)                                                                      | Liên khúc giáng sinh Christmas Time/Vafaco(hát tốp ca) | 2000          |        |
| 234    | LK Giáng sinh 4 | Liên khúc giáng sinh Christmas Time/Vafaco (hát cùng Huy MC, Ngọc Anh, Tam Ca Con Gái & Quang Linh)                                                                     | 2000          |        |
| 235    | Chiếc xe nai (Sleigh Ride) (nhạc Mỹ LV: Đức Trí)                                                                             | Giáng sinh an lành/Phương Nam Phim | 2000          |        |
| 236    | Vui đêm noel (Deck the hall) (nhạc giáng sinh)                                                                               | Giáng sinh an lành/Phương Nam Phim (Huy MC solo) | 2000          |        |
| 237    | Lá đổ muôn chiều (Đoàn Chuẩn - Từ Linh)                                                                                      | Những tình khúc vượt thời gian 9/Hãng Phim Trẻ | 2000          |        |
| 238    | Gửi người em gái (Đoàn Chuẩn - Từ Linh)                                                                                      | Những tình khúc vượt thời gian 9/Hãng Phim Trẻ (Huy MC solo) | 2000          |        |
| 239    | Dấu vết (Bảo Chấn) | Trái tim hoang vu Chào 2000/Phương Nam Phim | 2000          |        |
| 240    | Mơ về nơi xa lắm (Phú Quang)                                                                                                 | Còn nhớ tên em/Phương Nam Phim | 2000          |        |
| 241    | Thiên đường mong manh (Bảo Phúc)                                                                                             | Còn nhớ tên em/Phương Nam Phim | 2000          |        |
| 242    | Tôi ơi đừng tuyệt vọng (Trịnh Công Sơn)                                                                                      | Còn nhớ tên em/Phương Nam Phim | 2000          |        |
| 243    | Khúc tình (Phạm Hữu Tâm) | Tình Xanh/Phương Nam Phim (song ca với Huy MC) | 2000          |        |
| 244    | Chào em ! chào xinh tươi (Quốc Bảo)                                                                                          | DVD Chung kết hoa hậu Việt Nam 2000/Phương Nam Phim (hát với nhóm Mây Trắng)                                                                                            | 2000          |        |
| 245    | Tình phong sương (Khải Thiên)                                                                                                | Vòng tay đã xa Album Khải Thiên/Hãng phim trẻ | 2001          |        |
| 246    | Ướt mi em (Khải Thiên) | Vòng tay đã xa Album Khải Thiên/Hãng phim trẻ | 2001          |        |
| 247    | Mùa đông xanh (Châu Đình An)                                                                                                 | Em ở lại, sóng trôi đời tôi Tình ca Châu Đình An/Kim Lợi Audio & Video (song ca với Huy MC)                                                                             | 2001          |        |
| 248    | Mùa hạ buồn (Châu Đình An)                                                                                                   | Tình em vẽ một chân dung Tình ca Châu Đình An/Kim Lợi Audio & Video (song ca với Huy MC)                                                                                | 2001          |        |
| 249    | Long lanh mắt ướt (Châu Đình An)                                                                                             | Tình em vẽ một chân dung Tình ca Châu Đình An/Kim Lợi Audio & Video | 2001          |        |
| 250    | Trái tim bất ngờ (Châu Đình An)                                                                                              | Tình em vẽ một chân dung Tình ca Châu Đình An/Kim Lợi Audio & Video (Huy MC solo)                                                                                       | 2001          |        |
| 251    | Buồn muôn thuở (Nguyễn Vũ)                                                                                                   | Album tình khúc Nguyễn Vũ/(Huy MC solo) | 2001          |        |
| 252    | Sương đêm (Trần Thanh Tùng)                                                                                                  | Tóc nâu môi trầm/Phương Nam Film | 2001          |        |
| 253    | Em sẽ hát (Trần Thái Nguyên)                                                                                                 | Tóc nâu môi trầm/Phương Nam Film | 2001          |        |
| 254    | Kỷ niệm ngày thơ (Lê Quốc Thắng)                                                                                             | Giai điệu yêu thương/Saigon Audio | 2001          |        |
| 255    | Ngày tháng phiêu bồng (Từ Huy)                                                                                               | Cơn mưa chiều chủ nhật Tình khúc Từ Huy Vol.2/Phương Nam Phim (song ca với Huy MC)                                                                                      | 2001          |        |
| 256    | Nỗi nhớ hồn nhiên (Hữu Tâm)                                                                                                  | Chút Kỷ Niệm Dịu Dàng Tình khúc Hữu Tâm/Saigon Audio | 2001          |        |
| 257    | Vết son tâm hồn (Hữu Tâm) | Chút Kỷ Niệm Dịu Dàng Tình khúc Hữu Tâm/Saigon Audio (song ca với Huy MC)                                                                                               | 2001          |        |
| 258    | Thu quyến rũ (Đoàn Chuẩn - Từ Linh)                                                                                          | CD/VCD Dấu Ấn 2 Thế Kỷ Tình khúc Vượt Thời Gian/Phương Nam Film | 2001          |        |
| 259    | Lá đổ muôn chiều (Đoàn Chuẩn - Từ Linh)                                                                                      | CD/VCD Dấu Ấn 2 Thế Kỷ Tình khúc Vượt Thời Gian/Phương Nam Film | 2001          |        |
| 260    | Tình khúc thơ ngây (Quốc Bảo)                                                                                                | Vàng Son Tình khúc Quốc Bảo Vol.2/Phương Nam Film | 2001          |        |
| 261    | Tóc nâu môi trầm (Quốc Bảo)                                                                                                  | Vàng Son Tình khúc Quốc Bảo Vol.2/Phương Nam Film | 2001          |        |
| 262    | Thiên sứ (Quốc Bảo) | Vàng Son Tình khúc Quốc Bảo Vol.2/Phương Nam Film | 2001          |        |
| 263    | Mưa tháng bảy (Vũ Ngọc Giao thơ Phan Tấn Thi)                                                                                | Những tình khúc chẳng bao giờ cũ/Phương Nam Film | 2001          |        |
| 264    | Khi mùa mưa đến (Châu Đăng Khoa)                                                                                             | Những tình khúc chẳng bao giờ cũ/Phương Nam Film | 2001          |        |
| 265    | Xuân trong tay em (Quốc Bảo) (live)                                                                                          | First Tour In USA/Kim Lợi Studio (song ca với Huy MC) | 2001          |        |
| 266    | Ngủ ngoan nhé ngày xưa (Trần Quang Lộc) (live)                                                                               | First Tour In USA/Kim Lợi Studio | 2001          |        |
| 267    | Lời của gió (Duy Thái) (live)                                                                                                | First Tour In USA/Kim Lợi Studio | 2001          |        |
| 268    | Ngủ ngoan nhé ngày xưa (Trần Quang Lộc)                                                                                      | VTV Bài hát tôi yêu lần I/Đài truyền hình Việt Nam | 2001          |        |
| 269    | Đánh rơi bên hồ (Việt Anh) (live)                                                                                            | VCD Làn sóng xanh & CD Những tình khúc trẻ 2002-2003/Phương Nam Film | 2002          |        |
| 270    | The way old friend do (nhạc Mỹ LV Đoàn Minh Tuấn)                                                                            | Christmas 100% Đêm bình yên/Phương Nam Film | 2002          |        |
| 271    | Mơ về nơi xa lắm (Phú Quang) (live)                                                                                          | VCD Phú Quang Mơ về nơi xa lắm/Dihavina | 2003          |        |
| 272    | Mơ về nơi xa lắm (Phú Quang)                                                                                                 | Phú Quang Vol.6 Điều giản dị/Dihavina | 2003          |        |
| 273    | Bơ vơ (Nguyễn Ánh 9) | Nhạc sĩ Nguyễn Ánh 9/Công ty bạn yêu nhạc MFC | 2003          |        |
| 274    | Tình khúc chiều mưa (Nguyễn Ánh 9)                                                                                           | Nhạc sĩ Nguyễn Ánh 9/Công ty bạn yêu nhạc MFC (song ca với Huy MC) | 2003          |        |
| 275    | Tiếng hát lạc loài (Nguyễn Ánh 9)                                                                                            | Nhạc sĩ Nguyễn Ánh 9/Công ty bạn yêu nhạc MFC (Huy MC solo) | 2003          |        |
| 276    | Chờ mong em (Promise me) (Beverley Craven)                                                                                   | Chỉ là giấc mơ/Lạc Vũ Ent. | 2003          |        |
| 277    | Khúc ca ngày hè (Bảo Chấn)                                                                                                   | Chỉ là giấc mơ/Lạc Vũ Ent. | 2003          |        |
| 278    | Không còn mùa thu (Việt Anh)                                                                                                 | Một đời tôi đi tìm tôi Tình khúc Nhật Trung/Thúy Nga Paris (song ca với Nhật Trung)                                                                                     | 2003          |        |
| 279    | Cánh buồm đỏ thắm (Đỗ Bảo)                                                                                                   | Tìm bờ cát trắng/Saigon Audio (song ca với Huy MC) | 2003          |        |
| 280    | Nỗi buồn (Xuân Thủy) | Tìm bờ cát trắng/Saigon Audio | 2003          |        |
| 281    | Hà Nội tôi yêu (TBA) | Tìm bờ cát trắng/Saigon Audio | 2003          |        |
| 282    | Dại khờ (TBA) | Tìm bờ cát trắng/Saigon Audio | 2003          |        |
| 283    | Vị ngọt đôi môi (Lê Hựu Hà)                                                                                                  | DVD Trung tâm MFC (Huy MC song ca với Thanh Hà) | 2004          |        |
| 284    | Bóng hạnh phúc (I'm so sorry) (nhạc Mỹ)                                                                                      | Non Stop thế kỷ 21/USA By Night & DVD Trung tâm Hoa Biển/Thăng Long Music (Huy MC song ca với Rebecca Quỳnh Giao)                                                       | 2004          |        |
| 285    | Chờ mong (Nhất Đặng Huy) | Trở về mái nhà xưa Những giọng ca vàng hay nhất/Bướm đêm | 2004          | [ 8 ]  |
| 286    | Khúc thụy du (Anh Bằng) | DVD Arena's 10 Anniversary Liveshow in San Jose/D&D Entertainment | 2005          | [ 9 ]  |
| 287    | Hà Nội mùa vắng những cơn mưa + Thuở ấy có em (Trương Quý Hải & Huỳnh Anh)                                                   | DVD Arena's 10 Anniversary Liveshow in San Jose/D&D Entertainment | 2005          | [ 9 ]  |
| 288    | Thu (Trần Đắc Thọ) | Nhạc khiêu vũ Mùa Thu Cali/Thúy Nga Paris | 2005          |        |
| 289    | Mùa Thu Cali (Trần Đắc Thọ)                                                                                                  | Nhạc khiêu vũ Mùa Thu Cali/Thúy Nga Paris | 2005          |        |
| 290    | Tình buồn (Vũ Thành An) | Bằng Kiều Gold Selection 3/Làng Văn Studio (song ca với Bằng Kiều) | 2005          |        |
| 291    | Người nói (Jimmy Nguyễn) | Tuyển tập Jimmy Nguyễn/Kim Lợi Studio | 2005          |        |
| 292    | Đời kỹ nữ (Phạm Duy) | Non Stop thế kỷ 21/USA By Night (Huy MC solo) | 2005          |        |
| 293    | Hoa có vàng nơi ấy live (Việt Anh)                                                                                           | Duyên Dáng Việt Nam 12/Làng Văn | 2006          |        |
| 294    | Làm sao tôi biết ? (Đăng Khánh)                                                                                              | Làm sao tôi biết ? Tình ca Đăng Khánh/Thúy Nga Paris | 2007          |        |
| 295    | Hạt mưa bay cuối đời (Đăng Khánh)                                                                                            | Làm sao tôi biết ? Tình ca Đăng Khánh/Thúy Nga Paris | 2007          |        |
| 296    | Nhớ mùa thu Hà Nội (Trịnh Công Sơn)                                                                                          | Suối tóc Album Quang Minh /Phương Nam Phim (song ca với Quang Minh) | 2007          | [ 10 ] |
| 297    | Chưa bao giờ (Việt Anh) | Bốn mùa in Little Saigon/D&D Enterttainment | 2007          | [ 11 ] |
| 298    | Godfather (nhạc Mỹ) | Bốn mùa in Little Saigon/D&D Enterttainment | 2007          | [ 11 ] |
| 299    | Yêu nhau ghét nhau (Vy Nhật Tảo)                                                                                             | Bốn mùa in Little Saigon/D&D Enterttainment | 2007          | [ 11 ] |
| 300    | Hoa học trò (Anh Bằng) | Bốn mùa in Little Saigon/D&D Enterttainment (song ca với Quang Linh) | 2007          | [ 11 ] |
| 301    | LK: Không còn mùa thu & Mưa phi trường (Việt Anh)                                                                            | Bốn mùa in Little Saigon/D&D Enterttainment (hát cùng Thanh Lam, Lam Trường & Phương Thanh)                                                                             | 2007          | [ 11 ] |
| 302    | Biết đâu thuở nào(Tùng Giang)                                                                                                | Miss Vietnam USA 2007/Quốc Thái Production (Huy MC solo) | 2008          | [ 12 ] |
| 303    | Đêm nằm mơ phố (Việt Anh) | Duyên Dáng Việt Nam 19 Phố/Phương Nam Film | 2008          | [ 13 ] |
| 304    | Chuỗi kinh hiện tại (Văn Duy Tùng)                                                                                           | Tung Hô Danh Ngài Nhạc Thánh Ca/Minh Thể Ent. Sài Gòn | 2009          |        |
| 305    | Chúa hài đồng (nhạc Anh LV Đức Trí)                                                                                          | Merry Christmas, Happy New Year Album Nhật Trung/Thúy Nga Paris (song ca với Nhật Trung)                                                                                | 2009          |        |
| 306    | Khúc giao mùa (Huy Tuấn) | Merry Christmas, Happy New Year Album Nhật Trung/Thúy Nga Paris (song ca với Nhật Trung)                                                                                | 2009          |        |
| 307    | Sự sống (Tịnh Tâm) | Hoa Bất Diệt Nhạc Phật giáo/Thúy Nga Paris | 2011          |        |
| 308    | Dưới đài sen (Thu Phương) | Hoa Bất Diệt Nhạc Phật giáo/Thúy Nga Paris | 2011          |        |
| 309    | Hang Belem (thánh ca giáng sinh)                                                                                             | Gloria Cao cung lên/Thúy Nga Paris (hát cùng Đình Bảo & Quỳnh Vi) | 2013          |        |
| 310    | LK: Unbreak my heart & Dòng sông lơi đãng (Diane Warren & Việt Anh) (live)                                                   | Bữa trưa vui vẻ ngày 1 tháng 8 năm 2015/VTV3 Đài truyền hình Việt Nam                                                                                                   | 2015          | [ 14 ] |
| 311    | Quê hương tuổi thơ tôi (Từ Huy) (live acoustic)                                                                              | Bữa trưa vui vẻ ngày 1 tháng 8 năm 2015/VTV3 Đài truyền hình Việt Nam                                                                                                   | 2015          | [ 14 ] |
| 312    | Trái tim cho em (Lưu Hà An)                                                                                                  | Trái tim cho em VTV 2015/VTV3 Đài truyền hình Việt Nam (hát cùng 100 nghệ sĩ)                                                                                           | 2015          | [ 15 ] |
| 313    | LK Mở màn: Vậy là mình đã xa nhau (Thái Thịnh)                                                                               | Liveshow 1 Giọng hát Việt (song ca với Đàm Vĩnh Hưng, Tuấn Hưng & Mỹ Tâm)                                                                                               | 2015          | [ 16 ] |
| 314    | LK Song ca: Tình Ca (Phạm Duy & Hoàng Việt)                                                                                  | Liveshow 9 Giọng hát Việt (song ca với Hoàng Dũng) | 2015          | [ 17 ] |
| 315    | Giữ lại hạnh phúc (Anh Tú)                                                                                                   | Gala Trao Giải Giọng hát Việt | 2015          | [ 18 ] |
| 316    | Gọi những bình yên (demo) (Châu Đăng Khoa)                                                                                   | Dedication to fans/Online MV Release | 2015          | [ 19 ] |
| 317    | LK Ngũ Hoa (Hồng Đăng, Trịnh Công Sơn, Việt Anh, Ngọc Đại & Anh Quân/Huy Tuấn)                                               | The Master of Symphony 2015 (hát cùng với Thanh Lam, Hồng Nhung, Mỹ Linh, Trần Thu Hà)                                                                                  | 2015          |        |
| 318    | Kết: Đánh thức tầm xuân (Dương Thụ)                                                                                          | The Master of Symphony 2015 (hát cùng với Thanh Lam, Hồng Nhung, Mỹ Linh, Trần Thu Hà)                                                                                  | 2015          | [ 20 ] |
| 319    | Chưa bao giờ (Việt Anh) | MTP-Ambition Chuyến bay đầu tiên | 2016          | [ 21 ] |
| 320    | Anh sai rồi (Sơn Tùng M-TP)                                                                                                  | MTP-Ambition Chuyến bay đầu tiên & Tour Mùa hè không độ (song ca với Sơn Tùng M-TP)                                                                                     | 2016          | [ 22 ] |
| 321    | Lặng thầm những cánh bay (Nguyễn Linh)                                                                                       | MV Lặng thầm những cánh bay (hát cùng với các nghệ sĩ Việt Nam) | 2016          | [ 23 ] |
| 322    | Việt Nam quê hương tôi (Đỗ Nhuận)                                                                                            | MV Việt Nam quê hương tôi (hát cùng với các nghệ sĩ Việt Nam) | 2016          | [ 24 ] |
| 323    | Ru ta ngậm ngùi (live) (Trịnh Công Sơn)                                                                                      | Đêm Đồng Giao/Đồng Giao Entertainment | 2016          |        |
| 324    | LK Cô gái đến từ hôm qua & Dòng sông lơ đãng (live acoustic)                                                                 | Muôn màu Showbiz VTV9 tháng 7/2016 | 2016          | [ 25 ] |
| 325    | LK Chính mình & Sống như những đóa hoa (Hoài Lâm & Tạ Quang Thắng)                                                           | Bán kết Nhân tố bí ẩn tháng 8/2016/VTV3 Đài truyền hình Việt Nam (live với Minh Như)                                                                                    | 2016          | [ 26 ] |
| 326    | Thành phố tình yêu và nỗi nhớ (Phạm Minh Tuấn, thơ: Nguyễn Nhật Ánh)                                                         | Giai điệu tự hào Đi qua vùng cỏ non tháng 8/2016/VTV1 Đài truyền hình Việt Nam                                                                                          | 2016          | [ 27 ] |
| 327    | Sự kiện tháng 10 Bữa Trưa Vui Vẻ                                                                                             | Bữa trưa vui vẻ tháng 10/2016/VTV3 Đài truyền hình Việt Nam | 2016          | [ 28 ] |
| 328    | Nỗi nhớ mùa đông (Phú Quang, thơ: Thảo Phương)                                                                               | Giai điệu tự hào Nỗi nhớ mùa đông tháng 11/2016/VTV1 Đài truyền hình Việt Nam                                                                                           | 2016          | [ 29 ] |
| 329    | Hoa xuân (Phạm Duy) | Duyên dáng Việt Nam 28 Xuân/Phương Nam Phim | 2016          | [ 30 ] |
| 330    | Lội dòng sông quê (Phó Đức Phương)                                                                                           | Trên đỉnh Phù Vân/Liveshow 50 âm nhạc Phó Đức Phương | 2016          |        |
| 331    | Trên đỉnh Phù Vân (Phó Đức Phương)                                                                                           | Trên đỉnh Phù Vân/Liveshow 50 âm nhạc Phó Đức Phương | 2016          |        |
| 332    | LK: Mặt trời, biển, cát & em & Nha Trang Thu (Phó Đức Phương)                                                                | Trên đỉnh Phù Vân/Liveshow 50 âm nhạc Phó Đức Phương (hát với Tấn Minh)                                                                                                 | 2016          |        |
| 333    | LK: Thư cho em & chưa bao giờ (Lưu Thiên Hương & Việt Anh)                                                                   | Nâu nóng/Liveshow 10 âm nhạc Hà Anh Tuấn (hát với Hà Anh Tuấn) | 2016          | [ 31 ] |
| 334    | Tôi thấy hoa vàng trên cỏ xanh (Châu Đăng Khoa)                                                                              | Chào 2017 Hãy yêu nhau đi/VTV1 Đài truyền hình Việt Nam (hát với Ái Phương)                                                                                             | 2017          |        |
| 335    | Hà Nội 12 mùa hoa (1st new version) (Giáng Son)                                                                              | Chào 2017 Hãy yêu nhau đi/VTV1 Đài truyền hình Việt Nam | 2017          |        |
| 336    | Sống như những đóa hoa (Tạ Quang Thắng)                                                                                      | Chào 2017 Hãy yêu nhau đi/VTV1 Đài truyền hình Việt Nam (hát kết với các ca sĩ tham gia)                                                                                | 2017          |        |
| 337    | Những mùa đông yêu dấu (Đỗ Bảo)                                                                                              | MV Yêu Thích số 1 Nhạc sĩ Đỗ Bảo/VTV1 Đài truyền hình Việt Nam | 2017          | [ 32 ] |
| 338    | Hà Nội 12 mùa hoa (2nd new version) (Giáng Son)                                                                              | MV Yêu Thích số 4 Nhạc sĩ Giáng Son/VTV1 Đài truyền hình Việt Nam | 2017          |        |
| 339    | Nỗi nhớ mùa đông (Phú Quang, thơ: Thảo Phương)                                                                               | Dấu ấn Giai điệu tự hào 2016/VTV1 Đài truyền hình Việt Nam (với video clip ngoại cảnh)                                                                                  | 2017          |        |
| 340    | LK Bản Tình Cuối & Bài Tình Ca Cho Em (Ngô Thụy Miên)                                                                        | Tình Bolero Hoan Ca tập 5/THVL Đài truyền hình Vĩnh Long (hát với Quang Minh)                                                                                           | 2017          | [ 33 ] |
| 341    | Ca sĩ giấu mặt: Thu Phương                                                                                                   | Ca sĩ giấu mặt: Hidden Singer Mùa 3 tập 9/THVL Đài truyền hình Vĩnh Long (với Jimmii Nguyễn, Giáng Son, Phương Thanh, Quang Minh, Hoàng Dũng)                           | 2017          | [ 34 ] |
| 342    | Chưa bao giờ (Việt Anh) | See Sing Share/MV Online Live Acoustic Sessions (song ca với Hà Anh Tuấn)                                                                                               | 2017          |        |
| 343    | Chuyện của mùa đông (Phạm Toàn Thắng)                                                                                        | See Sing Share/MV Online Live Acoustic Sessions (song ca với Phạm Toàn Thắng)                                                                                           | 2017          |        |
| 344    | Ca sĩ giấu mặt: Bán kết 2 | Ca sĩ giấu mặt: Hidden Singer Mùa 3 tập 12/THVL Đài truyền hình Vĩnh Long (với Hồ Quỳnh Hương, Hiền Thục, Hương Tràm, Chi Dân)                                          | 2017          | [ 35 ] |
| 345    | Đêm nằm mơ phố (Việt Anh) (live)                                                                                             | DVD Hừng Đông 2017 (biểu diễn cùng violin Hoàng Rob) | 2017          | [ 36 ] |
| 346    | Ngày đó, ta gặp lại (Khắc Hưng) (live)                                                                                       | DVD Hừng Đông 2017 (biểu diễn cùng violin Hoàng Rob) | 2017          | [ 36 ] |
| 347    | Mong về Hà Nội (Dương Thụ)                                                                                                   | Giai điệu tự hào Quê hương gọi/VTV1 Đài truyền hình Việt Nam | 2017          | [ 37 ] |
| 348    | Mái đình làng biển (Nguyễn Cường)                                                                                            | Chào 2018 Giai điệu truyền cảm hứng/VTV1 Đài truyền hình Việt Nam | 2018          |        |
| 349    | Yesterday (Lennon-McCartney)                                                                                                 | Chào 2018 Giai điệu truyền cảm hứng/VTV1 Đài truyền hình Việt Nam | 2018          | [ 38 ] |
| 350    | Giao lưu với ca sĩ Thu Phương                                                                                                | Hòa nhịp cùng "Làn Sóng Xanh"/VOH Online | 2018          | [ 39 ] |
| 351    | Dòng sông lơ đãng (Việt Anh) (live)                                                                                          | Festival Làn Sóng Xanh Hành trình của những ngôi sao âm nhạc Việt Nam/VOH Đài tiếng nói nhân dân thành phố Hồ Chí Minh (hát với Kid)                                    | 2018          | [ 40 ] |
| 352    | Điều cuối cùng đợi chờ (Việt Anh) (live)                                                                                     | Festival Làn Sóng Xanh Hành trình của những ngôi sao âm nhạc Việt Nam/VOH Đài tiếng nói nhân dân thành phố Hồ Chí Minh                                                  | 2018          |        |
| 353    | Mashup: Em gái mưa - Xin đừng lặng im - Ánh nắng của anh & Có em chờ (Mr.Siro, Dương Khắc Linh, Khắc Hưng & Kai Đinh) (live) | Keeng Young Awards 2017/Tôn vinh các nghệ sĩ trẻ dưới 30 tuổi | 2018          | [ 41 ] |
| 354    | Em gái mưa (remix) (Mr.Siro) (live)                                                                                          | Zing Music Awards 2017/Tôn vinh các nghệ sĩ và ca khúc nổi bật nhất trong năm 2017 (hát với Hương Tràm)                                                                 | 2018          | [ 42 ] |
| 355    | Thôi anh hãy về (new version) (Nguyễn Ngọc Thiện)                                                                            | Giai điệu tự hào 2018 Tình yêu mãi mãi/VTV1 Đài truyền hình Việt Nam (hát với Hoàng Dũng)                                                                               | 2018          | [ 43 ] |
| 356    | Tết là hi vọng (Lưu Hà An)                                                                                                   | Tết là hi vọng 2018/VTV Đài truyền hình Việt Nam (hát với các ca sĩ Việt Nam)                                                                                           | 2018          |        |
| 357    | Giao lưu với U23 Việt Nam (live)                                                                                             | Giao lưu: Từ những cậu bé chân trần, trở thành người hùng sân cỏ/VTV6 Ban thanh thiếu niên - Đài truyền hình Việt Nam (cùng với nhạc sĩ Huy Tuấn & tay trống Quốc Bình) | 2018          | [ 44 ] |
| 358    | Xin chào Việt Nam (Marc Lavoine) (live)                                                                                      | Xuân Quê Hương 2018 Việt Nam rạng ngời tương lai/VTV1 Ban Việt Nam ở nước ngoài - Đài truyền hình Việt Nam                                                              | 2018          | [ 45 ] |
| 359    | Nắng có còn xuân (Đức Trí) (live)                                                                                            | Xuân Quê Hương 2018 Việt Nam rạng ngời tương lai/VTV1 Ban Việt Nam ở nước ngoài - Đài truyền hình Việt Nam                                                              | 2018          | [ 46 ] |
| 360    | Sắc màu văn hóa: Dương Cầm đêm Phương                                                                                        | Sắc màu văn hóa Dương Cầm đêm Phương/VTV4 Ban Việt Nam ở nước ngoài - Đài truyền hình Việt Nam                                                                          | 2018          | [ 47 ] |
| 361    | Saostar Quá Giang: Thu Phương                                                                                                | Saostar quá giang Thu Phương & các drama The Voice/Livestream Saostar fanpage                                                                                           | 2018          | [ 48 ] |
| 362    | Có phải em mùa thu Hà Nội + Niềm tin chiến thắng (Trần Quang Lộc - Lê Quang) (live)                                          | Chung kết Giọng hát Việt 2018 /VTV3 Đài truyền hình Việt Nam | 2018          | [ 49 ] |
| 363    | Sự kiện tháng 9 Bữa Trưa Vui Vẻ: Team Thu Phương GHV 2018                                                                    | Bữa trưa vui vẻ tháng 9/2018/VTV6 Đài truyền hình Việt Nam | 2018          | [ 50 ] |
| 364    | Giữ lấy tuổi thơ (Dương Trường Giang)                                                                                        | MV Giữ lấy tuổi thơ 2018 (hát với các ca sĩ Việt Nam và Team Thu Phương GHV 2018                                                                                        | 2018          | [ 51 ] |
| 365    | LG OLED TV ad | Thu Phương X LG OLED TV ad (video quảng cáo cho LG Electronics Vietnam)                                                                                                 | 2018          | [ 52 ] |
| 366    | Nỗi buồn (Phú Quang) (live)                                                                                                  | Trong miền ký ức Concert/Fpt Tv Truyền hình trực tuyến | 2018          | [ 53 ] |
| 367    | Mùa hoa trở lại (Vũ Minh Tâm)                                                                                                | Chào 2019 Và hoa sẽ nở/VTV1 Đài truyền hình Việt Nam (hát với Hương Tràm)                                                                                               | 2019          | [ 54 ] |
| 367    | Khúc ca yêu đời (Hồ Hoài Anh)                                                                                                | Chào 2019 Và hoa sẽ nở/VTV1 Đài truyền hình Việt Nam | 2019          | [ 54 ] |
| 368    | Nơi anh gặp em (Hoàng Hiệp)                                                                                                  | Quán thanh xuân: Nơi thanh xuân tìm về /VTV1 Đài truyền hình Việt Nam                                                                                                   | 2019          | [ 55 ] |
| 369    | Mùa chim én bay (Hoàng Hiệp)                                                                                                 | Quán thanh xuân: Nơi thanh xuân tìm về /VTV1 Đài truyền hình Việt Nam                                                                                                   | 2019          | [ 55 ] |
| 370    | Người ấy là ai ? (Tập 12 + 13)                                                                                               | Người ấy là ai: Tập 12 Hương Giang Idol /HTV7 Đài truyền hình TPHCM | 2019          | [ 56 ] |
| 371    | Bến trăng (An Thuyên) (live)                                                                                                 | Đi tìm bóng núi: An Thuyên tribute concert/VTV Đài truyền hình Việt Nam                                                                                                 | 2019          | [ 57 ] |
| 372    | Chú cuội chơi trăng (An Thuyên) (live)                                                                                       | Đi tìm bóng núi: An Thuyên tribute concert/VTV Đài truyền hình Việt Nam                                                                                                 | 2019          | [ 57 ] |
| 373    | Biển lạnh (An Thuyên) (live)                                                                                                 | Đi tìm bóng núi: An Thuyên tribute concert/VTV Đài truyền hình Việt Nam                                                                                                 | 2019          | [ 57 ] |
| 374    | Mảnh trăng cuối rừng (An Thuyên) (nhạc kịch ngắn)                                                                            | Đi tìm bóng núi: An Thuyên tribute concert/VTV Đài truyền hình Việt Nam (song ca với Tùng Dương)                                                                        | 2019          | [ 57 ] |
| 375    | Thay lời muốn nói 2019 Hẹn yêu                                                                                               | Thay lời muốn nói: Hẹn yêu 2019/HTV Đài truyền hình TPHCM | 2019          | [ 58 ] |
| 376    | Hoa sữa (Hồng Đăng) | Quán thanh xuân: Tết của thanh xuân /VTV1 Đài truyền hình Việt Nam | 2019          | [ 59 ] |
| 377    | Khách mời chương trình liveshow Hộp thư số 1                                                                                 | Liveshow Hộp thư số 1/Hương Tràm | 2019          |        |
| 378    | Hoa hồng đêm (nhạc ngoại, lời Việt Dũng Hà)                                                                                  | Trời sinh một cặp tập 1/VTV3 Đài truyền hình Việt Nam | 2019          | [ 60 ] |
| 379    | Ngày đó, ta gặp lại (Khắc Hưng)                                                                                              | Trời sinh một cặp tập 2/VTV3 Đài truyền hình Việt Nam | 2019          | [ 61 ] |
| 380    | Khi người mình yêu khóc (Phan Mạnh Quỳnh)                                                                                    | Trời sinh một cặp tập 3/VTV3 Đài truyền hình Việt Nam | 2019          | [ 62 ] |
| 381    | Mashup: Cô gái đến từ hôm qua & Tuyết rơi mùa hè (Trần Lê Quỳnh)                                                             | Trời sinh một cặp tập 5/VTV3 Đài truyền hình Việt Nam (song ca với Đoan Trang)                                                                                          | 2019          | [ 63 ] |
| 382    | Nếu không là mãi mãi (Nguyễn Hoàng Duy)                                                                                      | Trời sinh một cặp tập 6/VTV3 Đài truyền hình Việt Nam (song ca với Nguyễn Hoàng Duy)                                                                                    | 2019          | [ 64 ] |
| 383    | Mashup: Chưa bao giờ (Tiên Tiên & Việt Anh)                                                                                  | Trời sinh một cặp tập 7/VTV3 Đài truyền hình Việt Nam (song ca với Phạm Toàn Thắng)                                                                                     | 2019          | [ 65 ] |
| 384    | Mashup: Thôi anh hãy về & Mưa phi trường (Nguyễn Ngọc Thiện & Việt Anh)                                                      | Trời sinh một cặp tập 8/VTV3 Đài truyền hình Việt Nam (song ca với Hoàng Bách)                                                                                          | 2019          | [ 66 ] |
| 385    | Nếu điều đó xảy ra (Ngọc Châu)                                                                                               | Trời sinh một cặp tập 9/VTV3 Đài truyền hình Việt Nam (song ca với Phương Thanh)                                                                                        | 2019          | [ 67 ] |
| 386    | Chờ người nơi ấy (Huy Tuấn)                                                                                                  | Trời sinh một cặp tập 11/VTV3 Đài truyền hình Việt Nam (song ca với Soho)                                                                                               | 2019          | [ 68 ] |
| 387    | Mashup: Mê muội & Rơi (Bùi Lan Hương & Hồ Hoài Anh)                                                                          | Trời sinh một cặp tập 11/VTV3 Đài truyền hình Việt Nam (song ca với Thanh Hương)                                                                                        | 2019          | [ 69 ] |
| 388    | Ly cà phê ban mê (Nguyễn Cường)                                                                                              | Trời sinh một cặp tập 11/VTV3 Đài truyền hình Việt Nam (song ca với Thiên Vương)                                                                                        | 2019          | [ 70 ] |
| 389    | Hoa tím ngày xưa (Hữu Xuân)                                                                                                  | Trời sinh một cặp tập 12/VTV3 Đài truyền hình Việt Nam (với phần đệm ghitar của Anh Tuấn)                                                                               | 2019          | [ 71 ] |
| 390    | Music Home số 8 | Music Home số 8: Thời em đẹp nhất /Truyền hình kỹ thuật số FPT | 2019          | [ 72 ] |
| 391    | Yêu xa là khó (single với MV) (Vũ Minh Tâm)                                                                                  | Yêu xa là khó/Single (song ca với Phạm Anh Duy) | 2019          |        |
| 392    | Tôi người Hải Phòng (Xuân Bình) (live)                                                                                       | Lễ hội Hoa Phượng Đỏ Hải Phòng 2019/Đài phát thanh truyền hình Hải Phòng                                                                                                | 2019          |        |
| 393    | Mashup: Tình ca phố & Chưa bao giờ (Quốc Bảo & Việt Nam)                                                                     | Khi thành phố làm thơ/Thay lời muốn nói tháng 5/2019 | 2019          |        |
| 394    | Thời em đẹp nhất (SMELOD) | Thời em đẹp nhất/ Single (với lyric video) | 2019          | [ 72 ] |
| 395    | Âm nhạc Việt Nam Concert (Chủ đề Huyền thoại)                                                                                | Âm nhạc Việt Nam Concert/Đài truyền hình HTV | 2019          | [ 73 ] |
| 396    | Sợ bắt đầu (Huỳnh Quốc Huy)                                                                                                  | Sợ bắt đầu/ Single (với lyric video) | 2019          |        |
| 397    | Không phải tình nhân (Tăng Nhật Tuệ)                                                                                         | Không phải tình nhân/ Single (với lyric video) | 2019          |        |
| 398    | Cõng mẹ đi chơi (Trần Quế Sơn)                                                                                               | Cõng mẹ đi chơi/ Single (với lyric video) | 2019          |        |
| 399    | Hãy yêu nhau đi (Trịnh Công Sơn)                                                                                             | Ngày mai tươi sáng/VTV1 Đài truyền hình Việt Nam | 2019          |        |
| 400    | Stronger Together (bài hát truyền thống Apollo)                                                                              | Tri Ân Apollo Center/HTV Đài truyền hình HCM | 2019          | [ 74 ] |
| 401    | LK: Tình nhân & Hai chúng ta (Tăng Nhật Tuệ - Việt Anh)                                                                      | 12 Con Giáp Đám cưới chuột/VTV3 Đài truyền hình Việt Nam | 2020          | [ 75 ] |
| 402    | Hà Nội 12 mùa hoa (Giáng Son)                                                                                                | Quán thanh xuân: Leng Keng ngày tháng cũ/VTV1 Đài truyền hình Việt Nam                                                                                                  | 2020          | [ 76 ] |
| 403    | Đi để trở về (Tiên Cookie)                                                                                                   | Hoa hậu Việt Nam 2020 : Hoa hậu Biển/VTV1 Đài truyền hình Việt Nam | 2020          | [ 77 ] |
| 404    | Ngại gì Shine (DTAP) | Vietnam International Fashion Festival 2020/VTV1 Đài truyền hình Việt Nam                                                                                               | 2020          |        |
| 405    | Xin lỗi (Hồ Tiến Đạt) | Chào 2021/VTV1 Đài truyền hình Việt Nam | 2021          |        |
| 406    | Những bàn chân lặng lẽ (Vũ Thảo) (live)                                                                                      | Chào 2021/VTV1 Đài truyền hình Việt Nam | 2021          |        |
| 407    | Bài hoa xuân cho em (Tăng Nhật Tuệ)                                                                                          | Chào 2021/HTV Đài truyền hình TPHCM | 2021          |        |
| 408    | Mong ước bình thường (Đinh Mạnh Ninh) (live)                                                                                 | Và tôi vẫn hát mùa 2/HTV Đài truyền hình TPHCM | 2022          |        |
| 409    | Cuộc hẹn cuối tuần | Cuộc hẹn cuối tuần/VTV3 Đài truyền hình Việt Nam | 2022          |        |
| 410    | Cô gái đến từ hôm qua (với Erik & DTAP)                                                                                      | Làn Sóng Xanh 25 Năm/VOH1 Đài tiếng nói nhân dân TPHCM | 2022          |        |
| 411    | See tình & Waiting for you (live)                                                                                            | Làn Sóng Xanh 25 Năm/VOH1 Đài tiếng nói nhân dân TPHCM | 2023          |        |
| 412    | Mùa xuân nho nhỏ (Trần Hoàn)                                                                                                 | Tết nghĩa là hi vọng/VTV1 Đài truyền hình Việt Nam | 2023          |        |
| 413    | Dù anh vẫn biết (Nguyễn Huy Điền)                                                                                            | Tết nghĩa là hi vọng/VTV1 Đài truyền hình Việt Nam | 2023          |        |
| 414    | Ngại gì shine (DTAP) | VTV Awards 2023/VTV1 Đài truyền hình Việt Nam | 2023          |        |
| 415    | Dưới ánh đèn sân khấu & Đại Minh Tinh (Hứa Kim Tuyền)                                                                        | Làn Sóng Xanh 2024/VTV1 Đài truyền hình Việt Nam | 2024          |        |
| 416    | Về đây nghe em (Trần Quang Lộc) (new version)                                                                                | Tết nghĩa là hi vọng/VTV1 Đài truyền hình Việt Nam | 2024          |        |
| 417    | LK : Nước ngoài & Đường xa tuyết trắng (Phan Mạnh Quỳnh)                                                                     | Hoa xuân ca/VTV1 Đài truyền hình Việt Nam | 2024          |        |
| 418    | Hợp ca một vòng Việt Nam | Hoa xuân ca/VTV1 Đài truyền hình Việt Nam | 2024          |        |
| 419    | Tết xa (Nguyễn Văn Trung) | Cảm hứng bất tận/VTV1 Đài truyền hình Việt Nam | 2024          |        |